# Mika Vainio
Pour les articles homonymes, voir Vainio.
Mika Tapio Vainio (né le 15 mai 1963 à Helsinki (Finlande) et mort le 12 avril 2017 à Trouville-sur-Mer, France) est un musicien et producteur finlandais de musique électronique.
Dès 1993 et jusqu'en décembre 2009, il a formé avec Ilpo Väisanen le duo Pan Sonic.
Mika Vainio a également enregistré plusieurs albums solos, sous son nom ou différents pseudonymes (Ø, Kentolevi, Philus, Tekonivel).
Il a collaboré avec des musiciens dont Alan Vega (du groupe Suicide), Bruce Gilbert de Wire, Keiji Haino, Merzbow, Stephen O’Malley et Lucio Capece.
En tant que compositeur pour le cinéma, il a créé des bandes-son pour plusieurs films du réalisateur Mika Taanila.

## Biographie

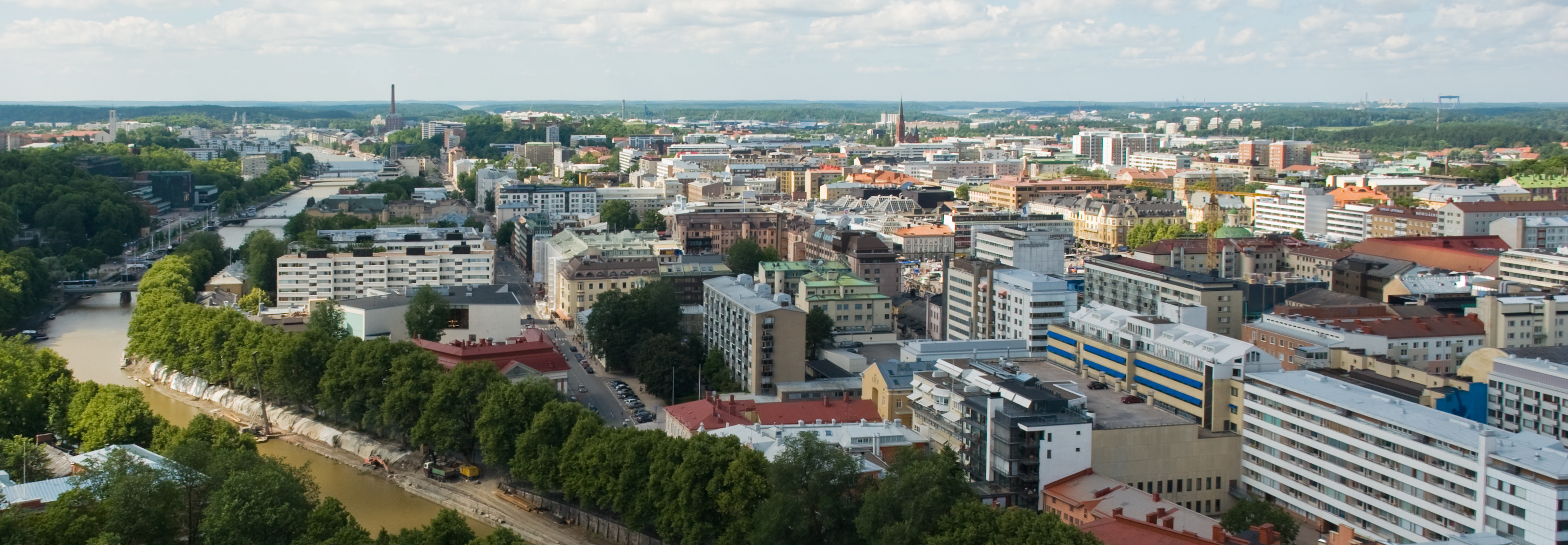
Turku, où Mika Vainio fonde ses premiers projets musicaux.

Dans son adolescence, qu'il passe dans la petite ville de Turku, Mika Vainio est marqué entre autres par le rock progressif de King Crimson, et par la découverte de Suicide, en 1979,. Une autre référence importante est le musicien rockabilly Hasil Adkins. Au début des années 1980, il est batteur dans le quatuor de musique industrielle Gagarin Kombinaatti, un groupe inspiré de Einstürzende Neubauten.
En 1991, il fait partie avec Pertti Grönholm du groupe Corporate 09, produisant des morceaux influencés par la musique house et techno, pour les jouer dans des clubs et soirées rave à Turku. Le groupe sort au printemps 1991 un EP 12" de quatre pistes, In Joy We Trust, puis en automne 1991 un premier CD, Mindprobe.
En 1992, Mika Vainio quitte ce groupe pour se consacrer à ses enregistrements solo. Son équipement, à cette époque, se résume à une boîte à rythme Roland TR-808 et quelques synthétiseurs analogiques.

### Fondation de Sähkö et débuts de Ø (1993)
Les premières publications de Mika Vainio sortent au début de 1993, sous la forme de vinyles 12" édités sur le label Sähkö, dont il est le cofondateur avec Tommi Grönlund, un étudiant en architecture,. Le terme Sähkö signifie «électricité» en finnois. Vainio publie successivement Röntgen et Kvantti sous l'identité Ø, puis pH sous l'identité Philus. Son style musical est alors une acid techno minimaliste et analogique.
Certains morceaux enregistrés par Vainio durant cette période de "minimalisme brutaliste" (1992-1993) seront publiés ultérieurement, sur les disques Tulkinta (1997), Eetteri (2005), Aste (2006).

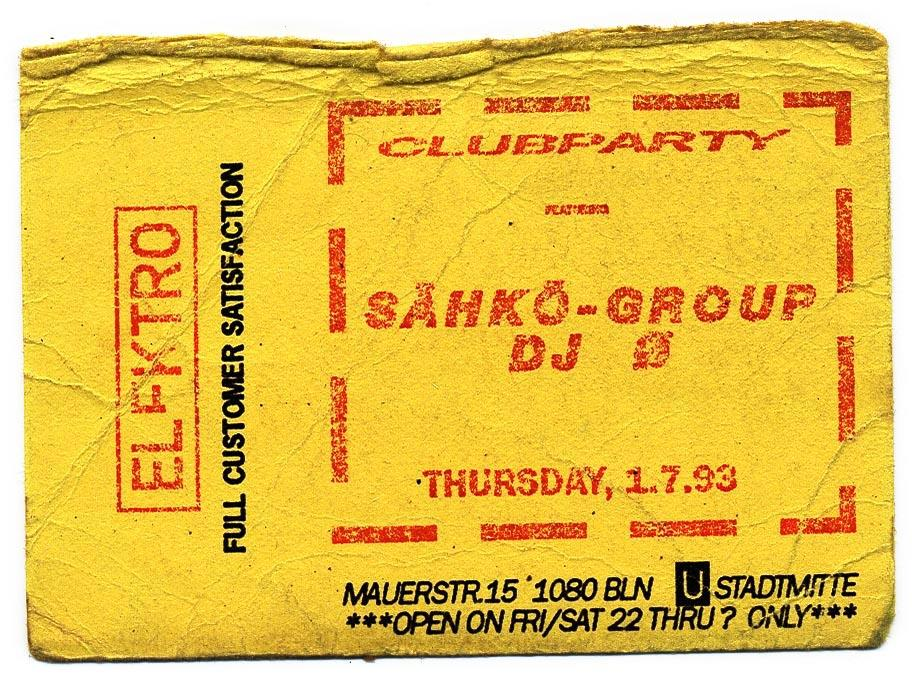
Flyer du concert du collectif Sähkö au club Elektro, le 1er juin 1993.

Durant l'été 1993, le collectif Sähkö se produit dans le minuscule club berlinois "Elektro".

### Metri, débuts de Pan Sonic (1994)
En février 1994 sort Metri, le premier album complet du projet solo Ø, comportant 15 morceaux. Rob Young, dans The Wire, le décrit comme "a pulsating masterpiece of atom-clock techno".
La même année sort l'EP Panasonic, un vinyle 12" portant deux morceaux sans titre, première publication du trio. Le groupe donne des concerts, au club Tresor de Berlin le 2 juillet, et au Vox Club de Brixton (Londres) le 14 octobre 1994.

### Vakio, Olento, Osasto (1995)
En septembre 1995, le premier album de Panasonic, Vakio ("norme"), sort sur le label anglais Blast First.
Durant l'été 1995, Vainio enregistre les 14 titres qui constitueront Olento ("être"), son deuxième album en tant que Ø, qui sort en 1996 sur Sähkö au format CD.
Également en 1996, Panasonic publie un EP de quatre titres, Osasto ("département").
Sous le pseudonyme Ø, Mika Vainio crée une interprétation minimaliste de la chanson de Björk Headphones, qui figure sur l'album de remix Telegram sorti en 1996.

### Onko, Kulma (1996–1997)
En 1996, Vainio crée une installation sonore pour la première biennale Manifesta à Rotterdam, à l'invitation du curateur Hans-Ulrich Obrist. Sa pièce, intitulée Onko, "combine des enregistrements de sons atmosphériques avec des bruits d'appareils analogiques". Cette pièce sonore de 36 minutes est installée dans le vestibule du Musée Boijmans Van Beuningen.
Onko est aussi le titre du premier album solo publié par Mika Vainio sous son propre nom, édité en 1997 au format CD par le label anglais Touch. L'album comporte la bande-son de l'installation de Rotterdam, ainsi que trois autres morceaux enregistrés en 1997.
Le deuxième album de Panasonic, Kulma ("angle"), sort en janvier 1997. Cette même année, Mika Vainio déménage à Londres,.

#### Snowcrash
Toujours en 1997, Vainio crée une bande-son pour l'exposition de design Snowcrash, qui présente au Salon international du meuble de Milan le travail de jeunes architectes et designers finnois. Vainio compile un CD combinant des pièces des deux premiers albums de Ø avec des morceaux inédits. Ces morceaux sont publiés ultérieurement par Sähkö, en 2013 sur le 12" Syväys, puis en 2021 sous le titre Kiteet.

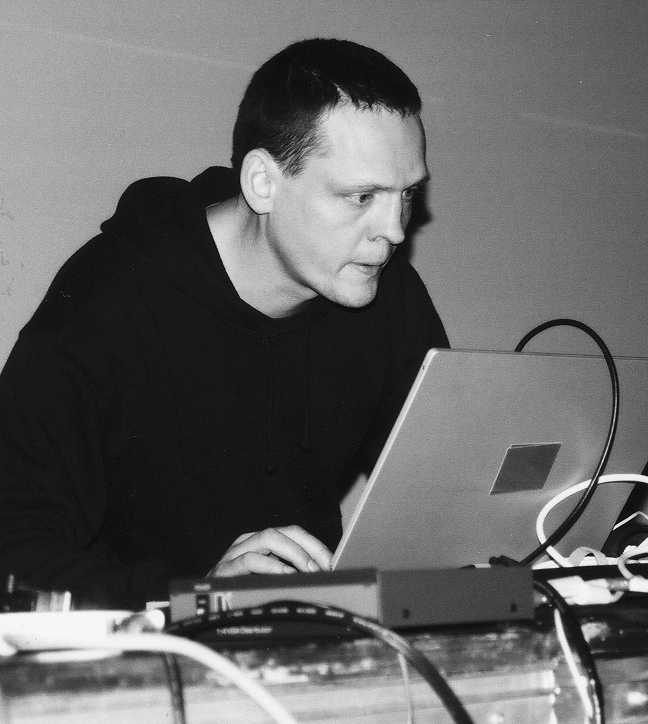
Carsten Nicolai, collaborateur de Vainio entre 1997 et 2002.

#### Mikro Makro– collaboration avec Carsten Nicolai
Également publié en 1997, le disque Mikro Makro réunit quatre morceaux composés par Vainio et Carsten Nicolai, pour une installation montrée en Allemagne, Finlande et Pologne. Cet album est publié sur Raster-Noton, au format très particulier d'un double vinyle 10".

#### Endless– collaboration avec Alan Vega
Mika Vainio et Ilpo Väisänen effectuent en 1997 des enregistrements à New York en compagnie d'Alan Vega, le mythique chanteur de Suicide (dont Vainio est fan depuis ses 17 ans). De cette collaboration naît l'album Endless, publié en juillet 1998 sur Blast First.

### Barcelone (1998-2003)

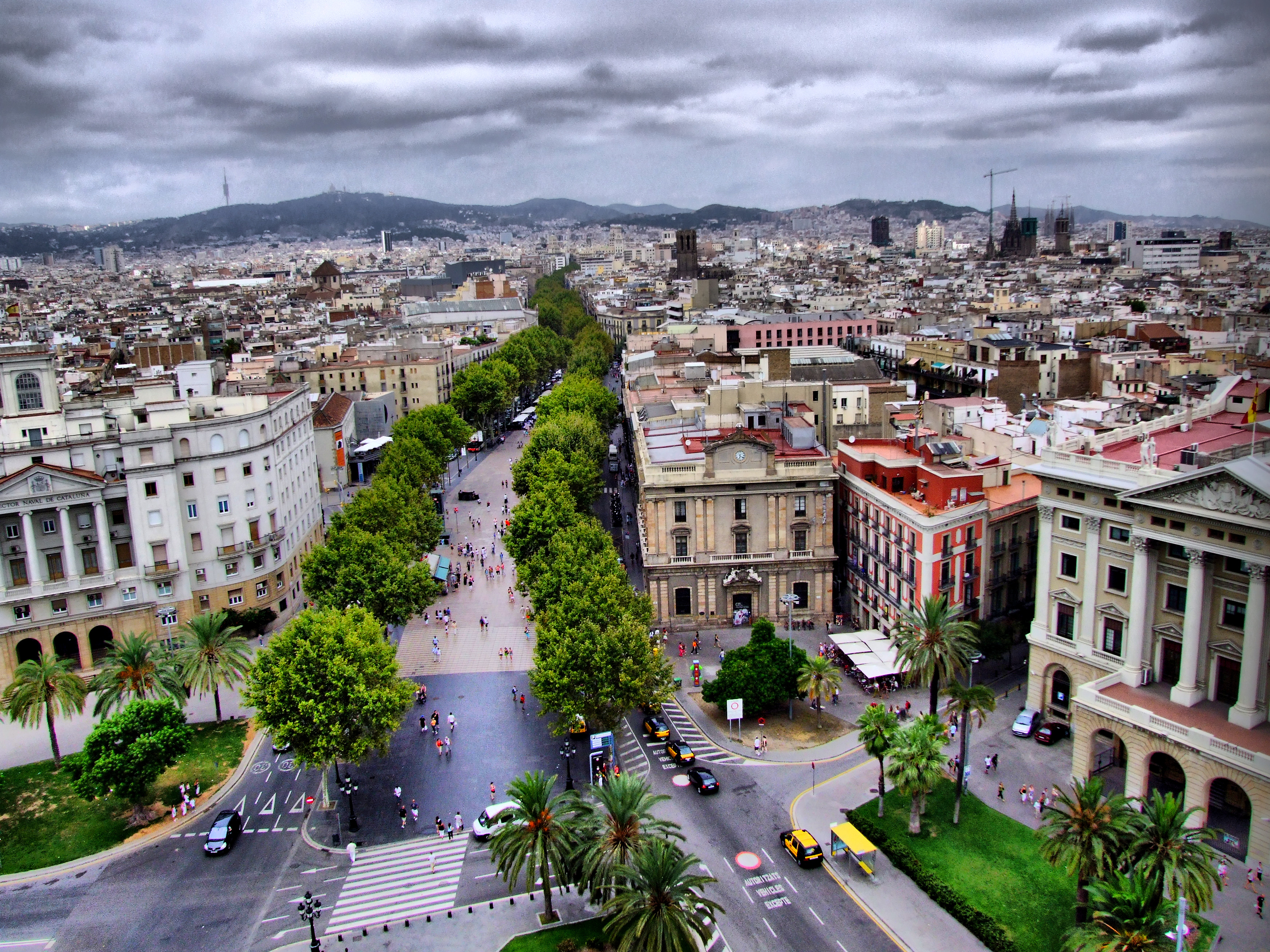
Barcelone, où Vainio vit de 1998 à 2003.

En 1998, âgé de 35 ans, Vainio déménage son studio de Londres à Barcelone, à la suite des autres membres du collectif Sähkö, Jimi Tenor et Tommi Grönlund.
Également en 1998, Vainio publie sur Sähkö, sous le pseudonyme Philus, un EP 12" de quatre titres intitulé Kolmio, ainsi que l'album Tetra, son premier et unique album sous cette identité. Selon la notice du CD, ces morceaux ont été produits entre 1995–1997.
Le troisième album de Pan Sonic, sobrement intitulé A, sort en février 1999 sur Blast First, suivi par l'EP B. Des tournées mènent le groupe à travers l'Europe, aux USA, puis dans sa Finlande natale.
En septembre 1999, Vainio sort un album solo intitulé Ydin sur le label Wavetrap, fondé par le musicien Ivan Pavlov.
Le 29 novembre 1999, Vainio donne un concert au Kaaitheater de Bruxelles, aux côtés de Fennesz. Cet enregistrement est publié en 2002 sur le label Audiosphere.
En 2000, Vainio publie son deuxième album solo pour le label Touch, intitulé Kajo. L'album comporte 9 titres, enregistrés en 1999 à Barcelone et New York.

#### Aaltopiiri et tournée mondiale (2001)

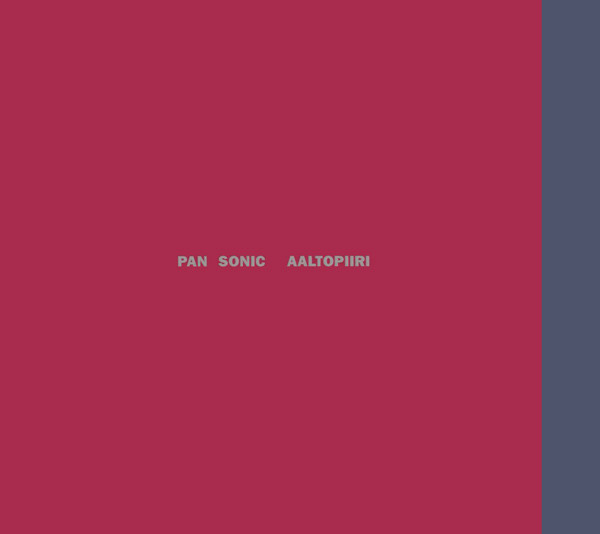
Couverture de l'album de Pan Sonic Aaltopiiri (2001).

En 2001 sort le quatrième album de Pan Sonic, Aaltopiiri ("circuit d'onde"). Le groupe se lance dans une tournée mondiale de huit semaines, qui inclut l'Asie (la première date est le 17 février 2001 à Singapour), l'Australie, la Nouvelle-Zélande, l'Ile de Pâques, l'Argentine, le Mexique, les Etats-Unis, le Canada et l'Islande. Epuisé physiquement et mentalement, Mika Vainio tombe malade, et la tournée est interrompue (quatre semaines supplémentaires étaient planifiées).
Une deuxième collaboration avec Carsten Nicolai donne lieu à l'album Wohltemperiert, publié sur le label Raster-Noton en avril 2001. Les morceaux qui le composent ont été enregistrés entre 1998 et 2000 à New York, dans le studio de Lary Seven, collectionneur de synthétiseurs analogiques.
En mai 2002, Mika Vainio et Ilpo Väisänen se retrouvent aux 6/8 Studios à New York, pour enregistrer avec Alan Vega leur deuxième album collaboratif, Resurrection River. Il sortira en 2005 sur le label autrichien Mego.
Le 23 septembre 2002, Vainio donne un concert aux côtés de Ryoji Ikeda et Carsten Nicolai, au centre d'art contemporain Baltic, à Newcastle. Ce concert sera publié sous le titre Live 2002 en 2018.

### Berlin (2003-2015)

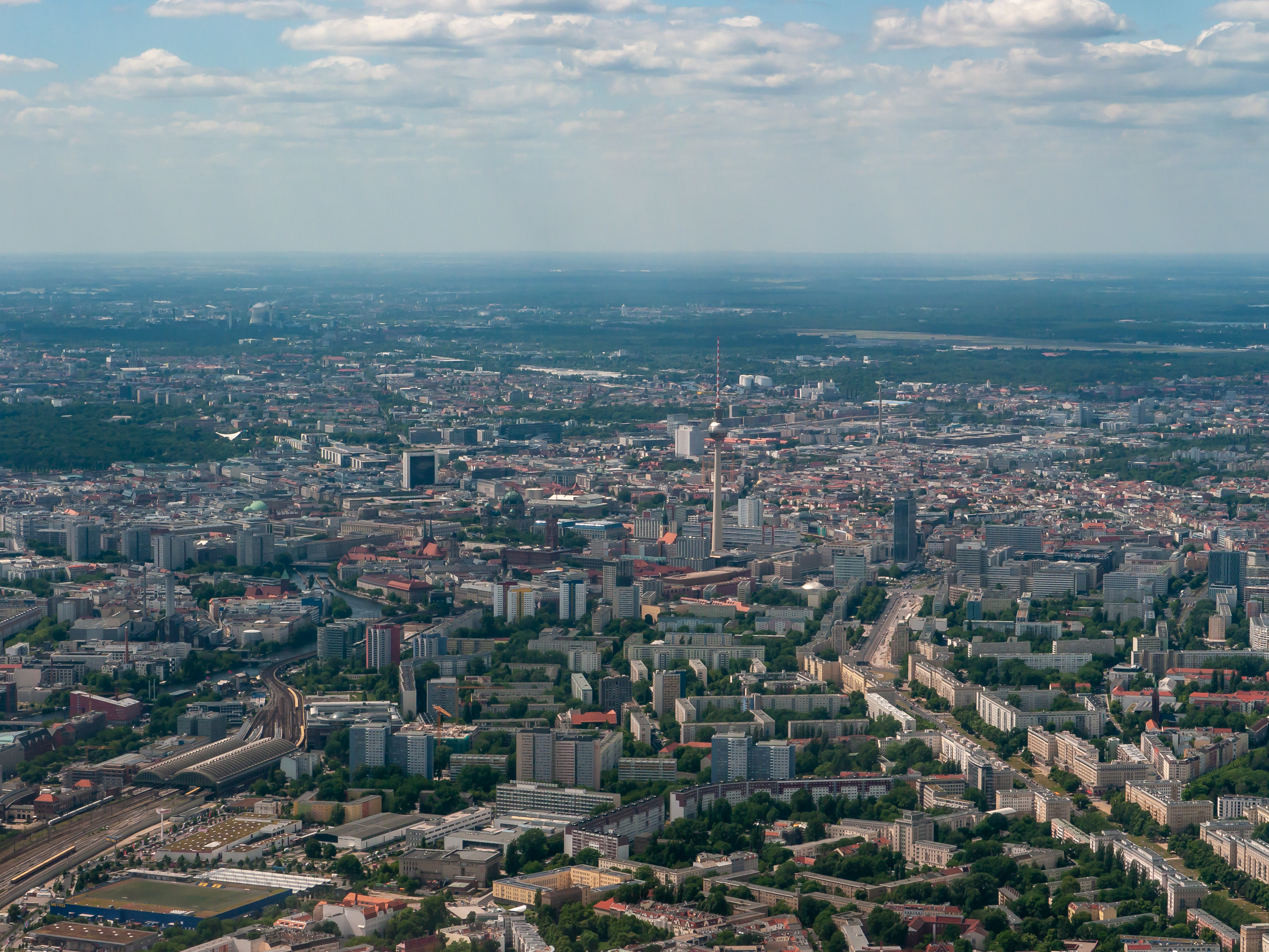
Berlin, où Vainio vit de 2003 à 2015.

En 2003, âgé de 40 ans, Vainio quitte Barcelone et déménage son studio à Berlin. Entre Barcelone et Berlin, Vainio enregistre le matériel de deux publications solo qui sortent en 2003:
- Happi EP, mini-album de quatre pistes electronica publié par Sähkö. C'est la première publication sous l'identité Ø depuis Olento en 1996.
- Son troisième album sur Touch, intitulé In The Land Of The Blind One-Eyed Is King.

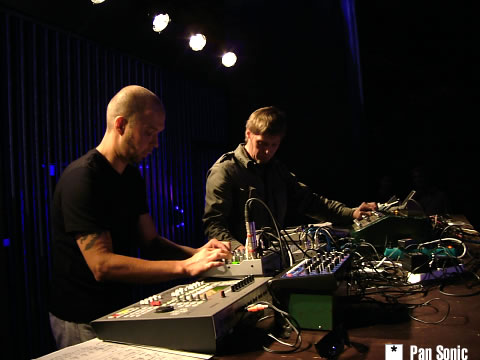
Mika Vainio lors d'un concert de Pan Sonic sous les arches du Pont-Butin, Genève, 4 septembre 2004.

Toujours en 2003, Pan Sonic enregistre à Berlin son cinquième album. Intitulé Kesto ("durée"), cet album (un volumineux coffret de 4 CD, près de quatre heures de musique) sort sur Blast First en 2004.
L'album Kantamoinen, publié en 2005 par Sähkö, réunit des enregistrements de la période 1999-2004. Ce troisième album solo sous l'identité Ø dévoile un aspect plus romantique et personnel. La pochette arbore la photo d'un jardin luxuriant. Il s'agit de la maison de la grand-mère de Vainio, à Artjärvi, petite localité dans le sud de la Finlande.
En 2006 sort Revitty, deuxième album solo de Mika Vainio à paraître sur Wavetrap, enregistré à Berlin en 2005.
En 2007 sort le sixième album de Pan Sonic, Katodivaihe = Cathodephase. Enregistré à Berlin en 2005-2006, cet album comprend trois morceaux en collaboration avec la violoncelliste Hildur Guðnadóttir.

#### Trahnie, Oleva, Venexia
Entre 2006 et 2008, Vainio collabore avec Lucio Capece, musicien d'origine argentine établi à Berlin. Sur leur album Trahnie, enregistré sur une période de deux années et édité en 2009 par Editions Mego, les traitements électroniques côtoient un saxophone soprano, une clarinette basse, une guitare électrique et une cymbale.
En 2007-2008, Vainio enregistre à Berlin l'album Oleva, un album "planant et contemplatif" qui sort en juin 2008 sur Sähkö sous l'identité Ø. La troisième piste est un cover de la chanson Set the Controls for the Heart of the Sun de Pink Floyd.
En mai 2008, Vainio effectue une résidence de 6 jours au Centre d'art Vooruit, à Gand, avec Kevin Drumm (électronique), Axel Dörner (trompette) et Lucio Capece (saxophone). Ce quatuor donne par la suite une série de concerts en Europe. L'un de ces concerts, enregistré le 12 mai 2008 à Venise, sera édité en 2012 sous le titre Venexia par le label Pan.

#### Black Telephone of Matter, Gravitoni
En 2009, Vainio publie Black Telephone of Matter, son quatrième album solo pour le label Touch. Brian Howe dans Pitchfork et Susanna Bolle dans Dusted Magazine s'accordent à décrire ce disque comme une œuvre sombre, presque terrifiante: "un monde d'une noirceur absolue où des machines éventrées dialoguent dans un murmure".
En 2010 sort Gravitoni, le septième et dernier album studio de Pan Sonic, enregistré avant la dissolution du groupe.

### Après Pan Sonic (à partir de 2010)
Après la dissolution de Pan Sonic, annoncée en 2009, Mika Vainio se concentre sur son travail solo, et sur ses collaborations.

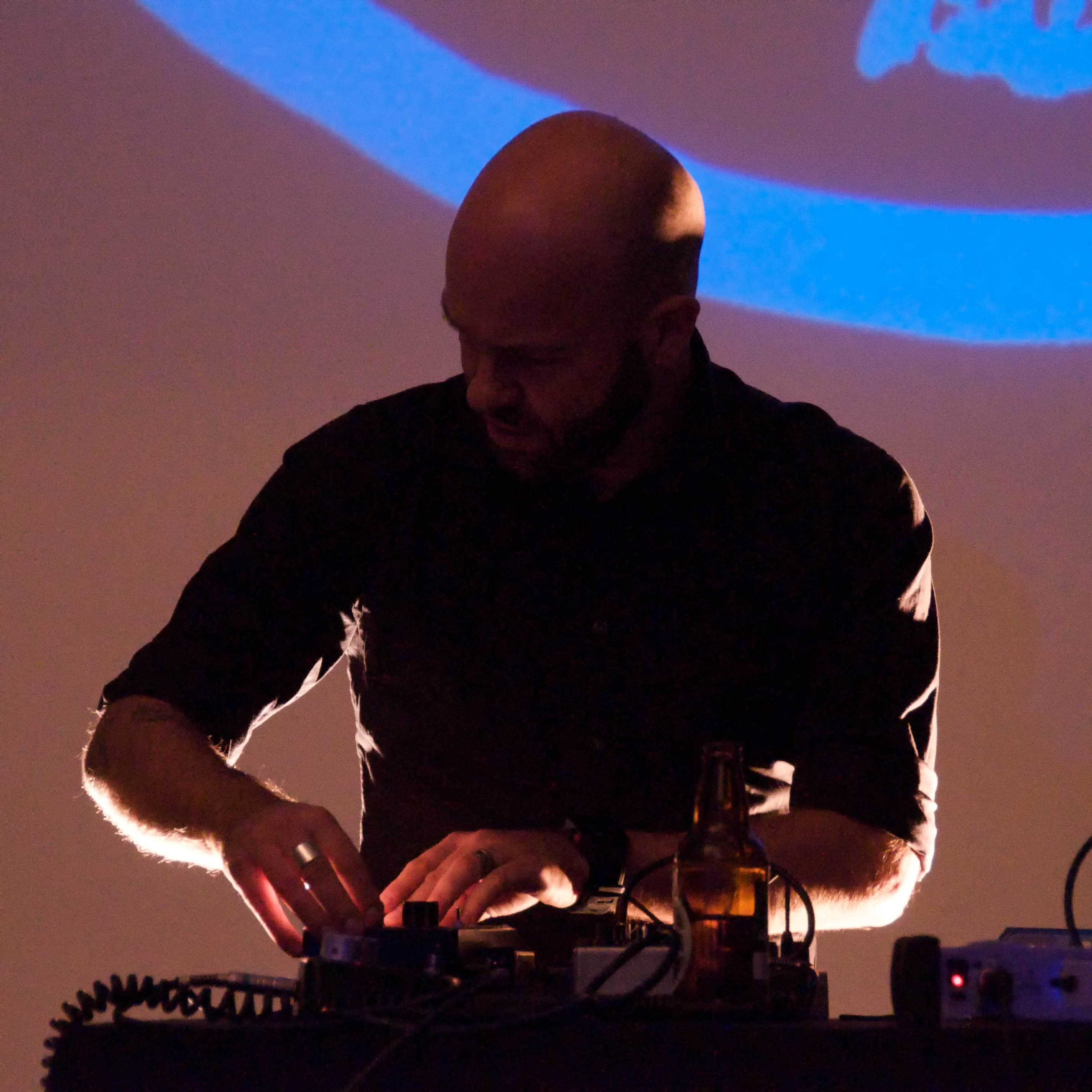
Joachim Nordwall, collaborateur de Vainio en 2010.

En juin 2010, Vainio collabore avec Joachim Nordwall pour produire un album intitulé Monstrance, qui combine électronique, guitares, orgue et percussions. Enregistré en une seule journée au studio des Einstürzende Neubauten, à Berlin, l'album est publié en 2013 sur le label Touch.
Son album solo de 2011, Life… It Eats You Up, sorti sur Editions Mego, comporte des enregistrements de guitares "torturées et malmenées", ainsi qu'un cover du morceau "Open Up And Bleed" des Stooges.
En décembre 2011, Vainio est de retour au Centre d'art Vooruit, à Gand, pour une collaboration avec le violoncelliste Arne Deforce. De leurs trois journées d'enregistrement résulte l'album Hephaestus, publié en 2014 sur Editions Mego.
En 2012, Vainio publie Fe3O4 – Magnetite, son cinquième album solo publié sur Touch. Il a été enregistré à Berlin entre 2011 et 2012.
Entre 2011 et 2012, Vainio enregistre plusieurs sessions en compagnie de Stephen O’Malley, dans le studio berlinois des Einstürzende Neubauten. Ces sessions sont augmentées d'une piste vocale par Alan Dubin (en) (ex-Kanathe), qui interprète des fragments de la poétesse russe Anna Akhmatova, et d'arrangements de cordes par Eyvind Kang, puis mixées au studio Avast! à Seattle par Randall Dunn. L'album qui en résulte, intitulé Through A Pre-Memory, est publié en 2013 sur Editions Mego.

#### KonstellaatioetKilo(2013)

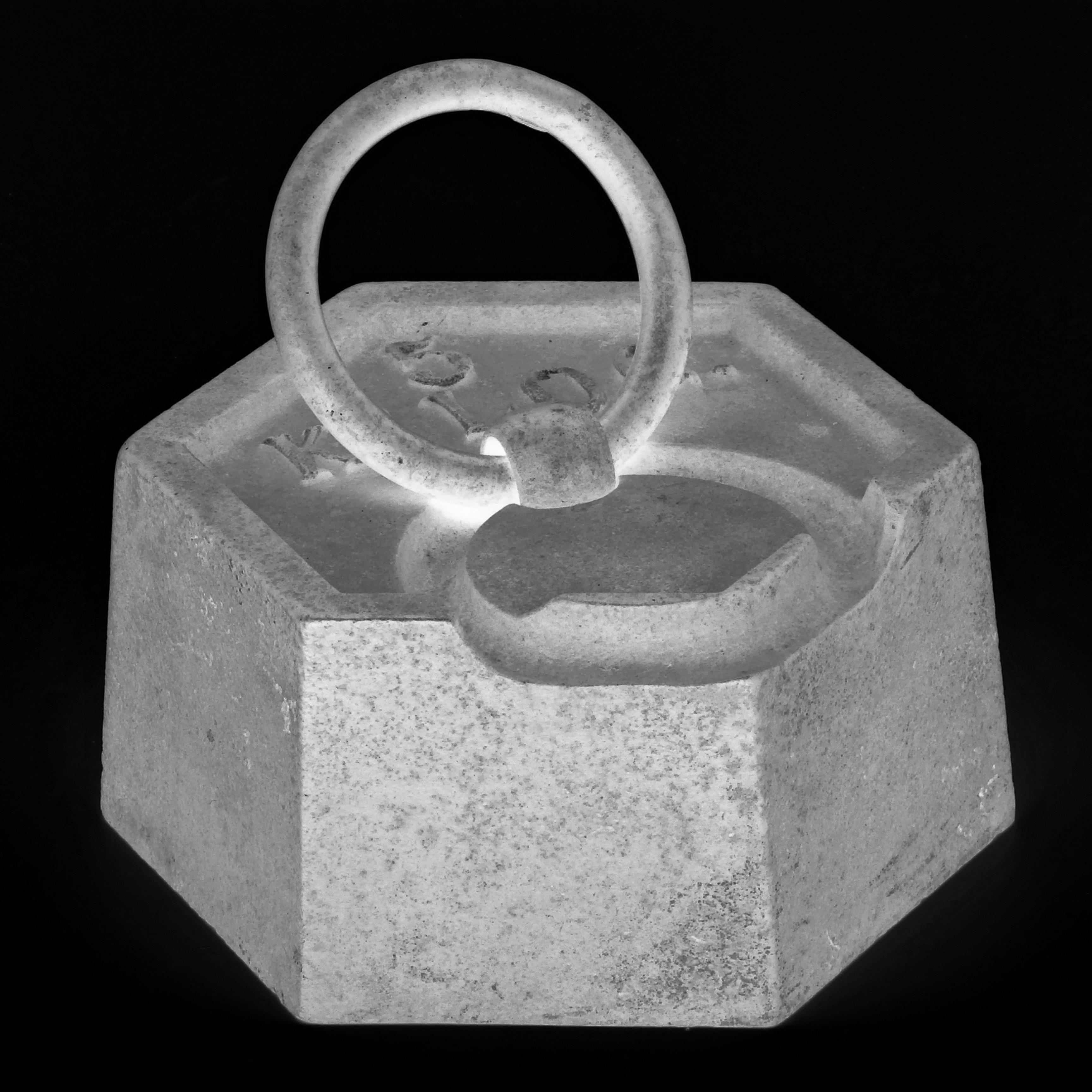
Poids en fonte, similaire à celui ornant la couverture de Kilo.

En 2013, l'année de ses 50 ans, Mika Vainio publie deux albums solo remarqués : 
- Konstellaatio, élaboré entre 2006-2013, publié chez Sähkö sous l'identité Ø. Cet album a été décrit comme "a beautifully somber reverie" et comparé à des musiciens comme Demdike Stare ou Haxan Cloak[44].
- Kilo, publié par Blast First Petite. Les intitulés des 10 pistes évoquent une imagerie maritime (Cargo, Cranes, Docks, Wreck...) qui, selon The Quietus, correspondent à la pesanteur et la lenteur de cet album[45]. La couverture montre l'image d'un poids métallique ravagé par le temps.

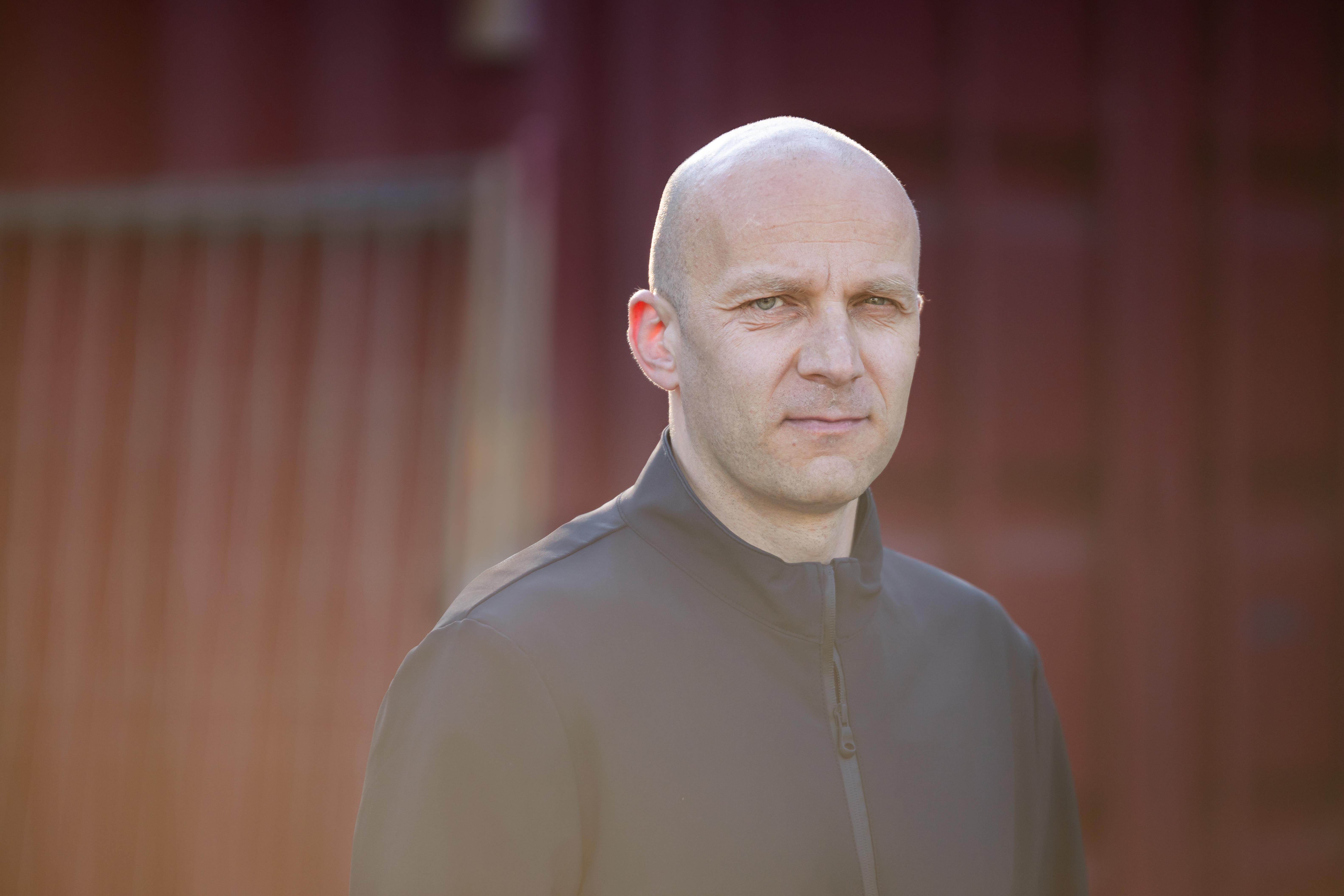
Franck Vigroux, collaborateur de Vainio entre 2012 et 2014.

Entre 2012 et 2014, Vainio collabore régulièrement avec le musicien français Franck Vigroux. De cette collaboration émergent deux disques: l'album Peau Froide, Léger Soleil, publié en 2015 sur Cosmo Rhythmatic, puis Ignis, un EP 12" de six pistes, en 2018.
En 2015, à Berlin, Vainio enregistre une bande-son pour le film Mannerlaatta de Mika Taanila – un film expérimental qui transcrit "la peur de voler, les contrôles de sécurité et les interminables attentes dans les halls d’aéroports",. Les six longues pistes composant cette BO sont éditées en 2016 par le label iDEAL aux formats CD et vinyle.

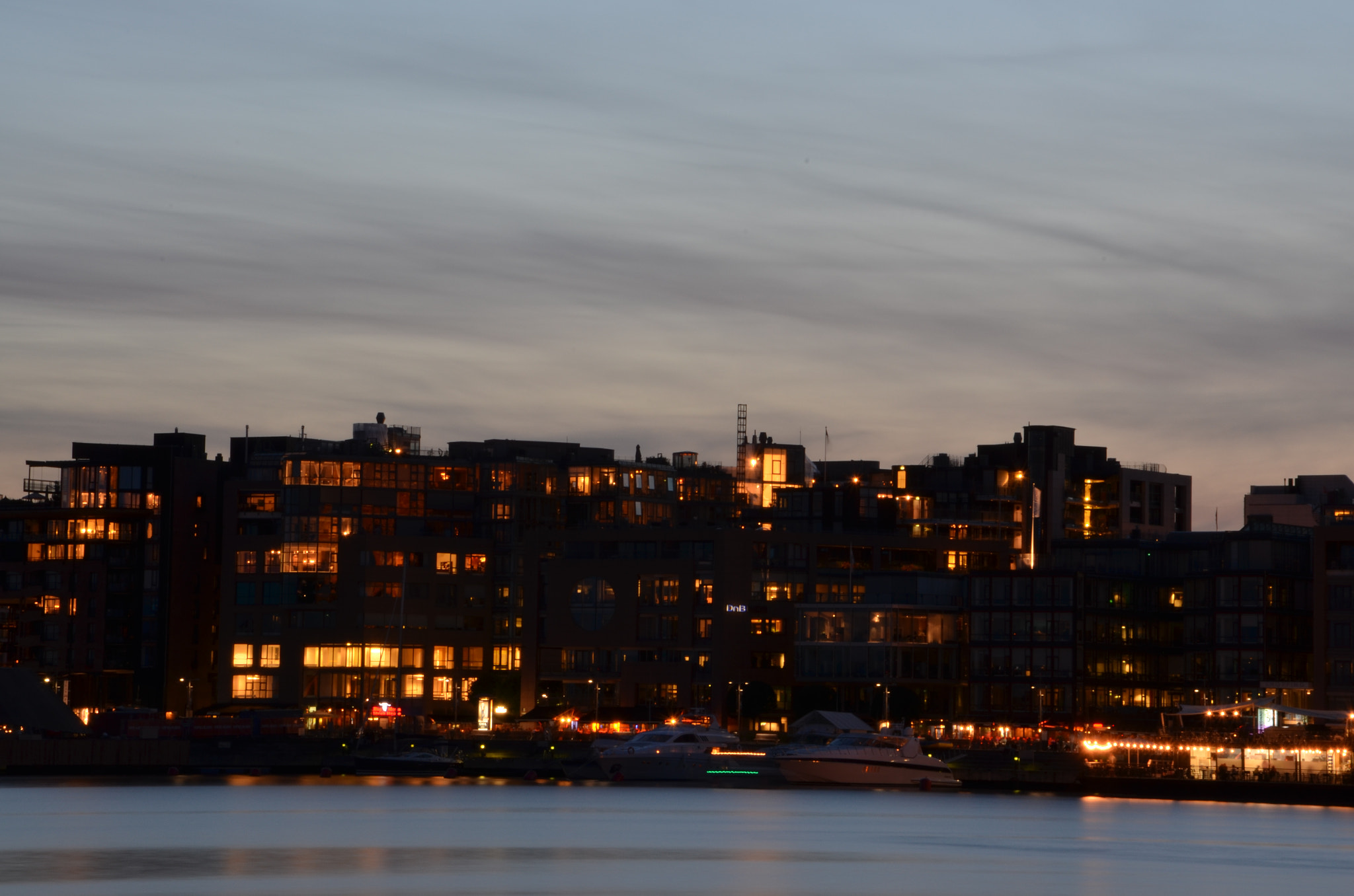
Oslo, où Vainio vit de 2015 à 2017.

Durant l'été 2015, Vainio quitte Berlin pour s'établir à Oslo.

### Décès (2017)
Mika Vainio meurt le 12 avril 2017, âgé de 53 ans, à Trouville-sur-Mer (Normandie), à la suite d'une chute au bas d'une falaise,. Des articles font écho à sa disparition, notamment dans The Guardian, Libération, The Wire, Resident Advisor.

#### Publications posthumes
Après le décès de Mika Vainio, plusieurs publications posthumes voient le jour.
Le label Elektro Music Department publie Reat, un vinyle contenant des enregistrements créés en 2016 à Oslo.
Le label Noton publie Live 2002, un concert enregistré 15 ans plus tôt à Newcastle, avec Ryoji Ikeda et Alva Noto.
Moog Music publie en 2018 l'un des derniers enregistrements studio de Mika Vainio, deux compositions de 20 minutes intitulées Lydspor.
Mika Vainio a donné son dernier concert deux mois avant son décès, le 2 février 2017 à la salle de concert Cave12, à Genève. L'enregistrement de ce concert a été édité en 2020 par Carl Michael von Hausswolff et Stephen O’Malley, aux studios EMS à Stockholm. Il a été publié sous le titre Last Live par le label Cave12 en association avec Editions Mego,.

#### Hommages
Ilpo Väisänen, compagnon de route de Mika Vainio au sein de Pan Sonic, lui dédie son album Entropien I, en 2017.
La danseuse et chorégraphe Cindy Van Acker dédie à Mika Vainio la pièce Speechless Voices. Les 16-17 février 2019 se déroule à Genève un week-end d'évènements en hommage à Mika Vainio, comprenant des concerts de Stephen O’Malley, Christina Nemec, Peter Rehberg et CM Von Hausswolff,.
Le label Blast First Petite publie un livre commémoratif, Psychopomp for M.T.V. À l'occasion de cette publication, un concert-hommage se déroule le 18 mai 2019 au Cafe Oto, avec les musiciens Pain Jerk, Russell Haswell, CM Von Hausswolff, Pita, Ilpo Väiosänen et Cucina Povera.
En 2020, le musée d'art contemporain Kiasma à Helsinki montre une exposition commémorative des œuvres d'art de Mika Vainio, intitulée 50 Hz. L'exposition montre cinq installations sonores, notamment Onko, créée en 1996, et 2 x 540 kHz (2009), composé de six anciens postes radio, dont Vainio avait fait don à Kiasma en 2017,.
En 2023, à l'occasion du Festival Electron, à Genève, un salon d'écoute intitulé «Museum of Sound», créé lors de l'exposition de 2020 à Helsinki, permet d'écouter une sélection d'œuvres musicales de Mika Vainio choisies par sa femme Rikke Lundegreen, son proche ami Tommi Grönlund, et Bruce Gilbert avec lequel Vainio a collaboré à plusieurs reprises.

## Discographie

### Œuvres solo

#### Œuvres solo sous le pseudonyme Ø
- 1993 : Röntgen (12" EP, Sähkö 001)
- 1993 : Kvantti (12" EP, Sähkö 002)
- 1994 : Metri (CD, Sähkö 006)
- 1995 :  Atomit EP (12" EP, Pi Recordings)
- 1996 : Olento (Sähkö 012)
- 1997 : Tulkinta (CD, Sähkö 013) (enregistrements de 1992)
- 2003 : Happi (12" EP, Sähkö 019)
- 2005 : Kantamoinen (CD, Sähkö 020)
- 2006 : Aste (2x12", Sähkö 002.5)
- 2007 : Ikuinen (12" EP, Sähkö 021)
- 2008 : Oleva (CD, Sähkö 023)
- 2011 : Heijastuva  (LP, Sähkö 025)
- 2013 : Konstellaatio (CD, Sähkö 028)
- 2013 : Syväys (12") (enregistrements de 1995-1997)
- 2019 : ARC 1 (enregistrement de 1994)
- 2020 : ARC 2: Kiteet (enregistrements de 1993-95)

#### Œuvres solo sous le pseudonyme Philus
- 1993 : pH (12" EP, Sähkö 005)
- 1998 : Tetra (CD, Sähkö 015)
- 1998 : Kolmio (12" EP, Sähkö 014)

#### Œuvres solo sous le nom de Mika Vainio
- 1997 : Onko (Touch)
- 1999 : Ydin (Wavetrap)
- 1999 : Untitled (20' To 2000 series, Raster-Noton)
- 2000 : Kajo (Touch)
- 2003 : In The Land Of The Blind One-Eyed Is King (Touch)
- 2006 : Revitty [Torn] (Wavetrap)
- 2008 : Behind The Radiators (7" Single, Touch)
- 2009 : Time Examined (livre, Raster-Noton)
- 2009 : Vandal EP (12", Raster-Noton)
- 2009 : Aíneen Musta Puhelin / Black Telephone Of Matter (Touch)
- 2010 : STATION 15, ROOM 3.064 Parts 1–5 (Atak)
- 2010 : It's A Muthang (7" single, Comfortzone)
- 2011 : Life... (It Eats you up) (Editions Mego)
- 2012 : FE3O4 – Magnetite (Touch)
- 2012 : Rasputin 3000 (7" single, Comfortzone)
- 2013 : Kilo (Blast First Petite)
- 2016 : 11.01.13 (Otoroku)
- 2016 : Mannerlaatta (iDEAL Recordings)
- 2017 : Reat (Elektro Music Department)
- 2018 : Lydspor One & Two (Moog Recordings Library)
- 2021 : Last Live (Cave12, Editions Mego)

### Œuvres en collaboration
- 1991 : In Joy We Trust EP  (avec Pertti Grönholm dans le groupe Corporate 09)
- 1991 : Mindprobe (avec Pertti Grönholm dans le groupe Corporate 09)
- 1993 : Saab 96 (avec Jaakko Salovaara dans le groupe Orchestra Guacamole)
- 1997 : Three Compositions For Machines (avec Pita, Charlemagne Palestine)
- 1997 : Pfft (avec RinneRadio)
- 2001 : Wohltemperiert (avec Carsten Nicolai)
- 2002 : Invisible Architecture #2 (avec Christian Fennesz)
- 2003 : Flame On (avec Chicks On Speed)
- 2004 : GRM Experience (avec Christian Fennesz, Christian Zanési)
- 2009 : Trahnie (avec Lucio Capece)
- 2010 : 3. Telepathics Meh In-Sect Connection (avec Kouhei Matsunaga, Sean Booth)
- 2010 : Mika Vainio / Kouhei Matsunaga (12", avec Kouhei Matsunaga)
- 2012 : Venexia (avec Kevin Drumm, Axel Dörner, Lucio Capece)
- 2013 : Monstrance (avec Joachim Nordwall)
- 2013 : ÄÄNIPÄÄ – Through A Pre-Memory (avec Stephen O'Malley)
- 2014 : Hephaestus (avec Arne Deforce)
- 2015 : Peau froide, léger soleil (avec Franck Vigroux)
- 2015 : Halfway To White (avec Joséphine Michel)
- 2018 : Ignis (12" EP, avec Franck Vigroux)
- 2019 : The Heat Equation (avec Joséphine Michel)
- 2020 : P V T (avec Charlemagne Palestine, Eric Thielemans)